# 알렉시스 블레델
알렉시스 블레델(Alexis Bledel, 1981년 9월 16일 - )은 미국의 배우 겸 전직 모델이다.

## 생애
미국 텍사스주 휴스턴 출신으로 모국어는 스페인어이며 학교에 들어가서 영어를 배웠다. 그녀는 텔레비전 시리즈 《길모어 걸스》에서 로리 길모어 역할을 맡아 스타덤에 올랐다. 영화 《터크 에버래스팅》, 《씬시티》, 《청바지 돌려 입기》 1, 2편에, 《포스트 그라드》에 주연으로 출연하였다. 뉴욕대학교의 Tisch예술대학에서 학부를 다니다 휴학하였으며 최근에는 로스앤젤레스에 거주하고 있다.

## 연기 활동
- 1998년: Rushmore - 학생 역
- 2000년: 길모어 걸스 - 로리 길모어 역
- 2002년: Tuck Everlasting - 위니 포스터 역
- 2004년: Bride and Prejudice - 조지애나 다시 역
- 2004년: DysEnchanted - 골딜록스 역
- 2005년: The Orphan King - 딜런 역
- 2005년: 신 시티 - 베키 역
- 2005년: The Sisterhood of the Traveling Pants - 리나 캘리개리스 역
- 2006년: I'm Reed Fish - 케이터 피터슨 역
- 2006년: Life is Short - 샬럿 역
- 2008년: The Sisterhood of the Traveling Pants 2 - 리나 캘리개리스 역
- 2009년: ER - 줄리아 와이즈 역
- 2009년: The Good Guy - 베스 베스트 역
- 2009년: Post Grad - 라이든 맬비 역
- 2009년: The Ballad of G.I.Joe - 레이디 게이 역
- 2010년: The Conspirator - 세라 웨스턴 역
- 2010년: Girl Walks into a Bar - 춤꾼 역
- 2010년: The Kate Logan Affair - 케이트 로건 역
- 2012년: 매직 티팟 - 페이튼 역